# لیوبلیانیسا
لیوبلیانیسا، که در قرون وسطی به نام لیباخ شناخته می‌شد، یک رودخانه در بخش جنوبی حوضه لیوبلیانا در اسلوونی است. پایتخت اسلوونی، لیوبلیانا، در کنار این رودخانه قرار دارد. لیوبلیانیسا از جنوب شهر ورهنیکا سرچشمه می‌گیرد و حدود ۱۰ کیلومتر (۶٫۲ مایل) پایین‌تر از لیوبلیانا به رودخانه ساوا می‌ریزد. بزرگ‌ترین شاخه فرعی آن کانال مالی گرابن است. با احتساب شاخه فرعی سرچشمه لیوبلیانیسای کوچک (اسلوونیایی: Mala Ljubljanica)، طول این رودخانه ۴۱ کیلومتر (۲۵ مایل) است. لیوبلیانیسای کوچک پس از ۱٬۳۰۰ متر (۴٬۳۰۰ فوت) به لیوبلیانیسای بزرگ (اسلوونیایی: Velika Ljubljanica) می‌پیوندد و رودخانه مسیر خود را به عنوان لیوبلیانیسا ادامه می‌دهد.